# Dasemunkepeuc
 (juin 2021).
Dasemunkepeuc est un village amérindien qui a existé jusque dans les années 1580 dans ce qui est aujourd'hui le comté de Dare, en Caroline du Nord, aux États-Unis. Il est détruit par des Anglais dans le cadre de l'implantation de la colonie de Roanoke sur l'île Roanoke. Un panneau dans le refuge faunique national d'Alligator River en indique aujourd'hui un emplacement approximatif.